# Saint-Martin-le-Redon
Saint-Martin-le-Redon (okzitanisch Sent Martin lo Redond) ist eine französische Gemeinde mit 194 Einwohnern (Stand 1. Januar 2022) im Département Lot in der Region Okzitanien. Sie gehört zum Kanton Puy-l’Évêque und zum Arrondissement Cahors. 
Sie grenzt im Norden an Saint-Front-sur-Lémance, im Nordosten an Sauveterre-la-Lémance, im Osten an Montcabrier, im Südosten an Duravel und im Süden und im Westen an Soturac. 

## Bevölkerungsentwicklung
| Jahr      | 1962 | 1968 | 1975 | 1982 | 1990 | 1999 | 2008 | 2018 |
| --------- | ---- | ---- | ---- | ---- | ---- | ---- | ---- | ---- |
| Einwohner | 234  | 202  | 221  | 249  | 208  | 196  | 210  | 208  |